# Goondiwindi Region
Goondiwindi är en region i Australien. Den ligger i delstaten Queensland, omkring 290 kilometer sydväst om delstatshuvudstaden Brisbane. Antalet invånare är 11 032.
Följande samhällen finns i Goondiwindi:
- Goondiwindi
- Inglewood
- Yelarbon
- Toobeah

Omgivningarna runt Goondiwindi är i huvudsak ett öppet busklandskap. Runt Goondiwindi är det ganska glesbefolkat, med 26 invånare per kvadratkilometer.  Genomsnittlig årsnederbörd är 686 millimeter. Den regnigaste månaden är januari, med i genomsnitt 184 mm nederbörd, och den torraste är september, med 17 mm nederbörd.